# Remete-hegyi 7. sz. barlang
A Remete-hegyi 7. sz. barlang a Duna–Ipoly Nemzeti Parkban lévő Remete-szurdokban található egyik barlang.

## Leírás
A Budai Tájvédelmi Körzetben, Remeteszőlős külterületén, fokozottan védett területen, erdőben, a Remete-szurdok É-i oldalában, a Remete-hegy meredek és sziklás oldalában van a barlang bejárata. A szurdok középső barlangszintjében (ez a szint a völgytalp felett 70 m-re, 340–350 m tszf. magasságban húzódik) található. Ny-ról K-i irányba számozva a Remete-szurdokban lévő barlangokat, sziklabordák szerint a 2. számú sziklabordában, az ugyanebben a sziklabordában található Remete-völgyi Felső-barlangtól kb. 30 m-rel magasabban, törmeléklejtő felett nyílik a Remete-hegyi 7. sz. barlang. 340 m tszf. magasságban van a bejárata.
A kis barlang 18 m hosszú és 42 m² alapterületű. A kissé szűk, lejtős bejárati folyosó után 5 m átmérőjű félgömbfülke, kupola következik. Oldásnyomok vannak mindenhol a falakon és a mennyezeten. A terem alját kőtörmelék és agyag fedi. Balra egy lapos és kb. 6 m hosszú kúszójárat kezdődik. A lezáratlan és barlangjáró alapfelszereléssel járható barlang megtekintéséhez nem kell engedély.
1984-ben volt először Remete-hegyi 7. sz. barlangnak nevezve a barlang az irodalmában. Előfordul a barlang az irodalmában 7. számú barlang (Horváth, Szunyogh 1971), K. I. barlang (Kordos 1984), K. J.-barlang (Kazay 1915), K.J. barlang (Bertalan 1976), Máriaremetei 1. sz. barlang (Bertalan 1976) és Remetehegyi 7. sz. barlang (Bertalan 1976) neveken is.

## Kutatástörténet
Az 1877. évi Archaeologiai Értesítőben meg van említve, hogy a Magyar Nemzeti Múzeum régiségtára novemberben gyarapodott 1 (állattól származó) alsó állkapoccsal, 2 csonttal és 3 cseréppel is. Ezeket a leleteket, melyek a budai Remetemária közelében elhelyezkedő sziklaodúból kerültek elő, Lóczy Lajos ajándékozta a múzeumnak. Az 1904. évi Budapest Régiségeiben meg van említve, hogy valószínűleg kőkori tanyahelyek voltak Remetemária sziklaodúi, ahonnan Lóczy Lajos (Régészeti N., 168/1877.) vitt a Magyar Nemzeti Múzeumba durva cserépdarabokat.
A Turisták Lapja 1915. évi évfolyamában megjelent, Kazay Endre által írt ismertetés szerint Kazay Endre és Tödter Gyula (Juliusz) október egyik napján kirándultak a Máriaremetei-szurdokba, hogy a szurdok barlangjait átnézzék. Kazay Endre a szurdok sziklás hegyoldalán leugrott egy szikláról és ekkor látott maga előtt egy alacsony bejáratú üreget. Először a félelem kerítette hatalmába, majd öröm és a felfedezés jóleső érzése töltötte el, mert a kiáltására odarohanó és a szurdokot jól ismerő Tödter Gyula nem ismerte ezt a barlangot. A barlangbejárat Ny-ra tekint és 2,8 m széles, de annyira el van tömődve, hogy csak egyik oldalán maradt egy 40 cm magas rés. Ezen a résen át be lehetett látni egy lejtős folyosóba. Tödter Gyula rögtön felkészült arra, hogy bemászik a résbe és volt annyi esze, hogy nem fejjel előre, hanem karon fekve és lábbal előre mászott be az üregbe.
A barlangban gyertyát gyújtott és azt mondta Kazay Endrének, hogy kupolaalakú, kiszáradt cseppkőbarlangra bukkantak. Kazay Endre utánakúszott, hogy felfedezhessék a barlangot, de Tödter Gyula a bejárati fal egyik pontját mosolyogva megvilágította gyertyájával, hogy látható legyen a mély, régi metszésű K. J. felirat, amely azt jelezte, hogy már jártak itt valakik. Kazay Endre kicsit lenyugodott és csak az vigasztalta, hogy a két betű nem a barlang belsejében, hanem ott volt, ahol a napfény éri a falat. Ez azt jelentette, hogy a barlang felfedezője nem ment beljebb. A barlang bejárata 25° alatti 3 m hosszú eséssel nyílik. A barlangnak régóta nem volt látogatója a bejáratot elzáró kőtörmelék és föld miatt. A nyirkos talajon lévő nyomok és a sok csontmaradvány annak a bizonyítékai, hogy a barlang egy vadállatnak, valószínűleg rókának volt a lakóhelye.

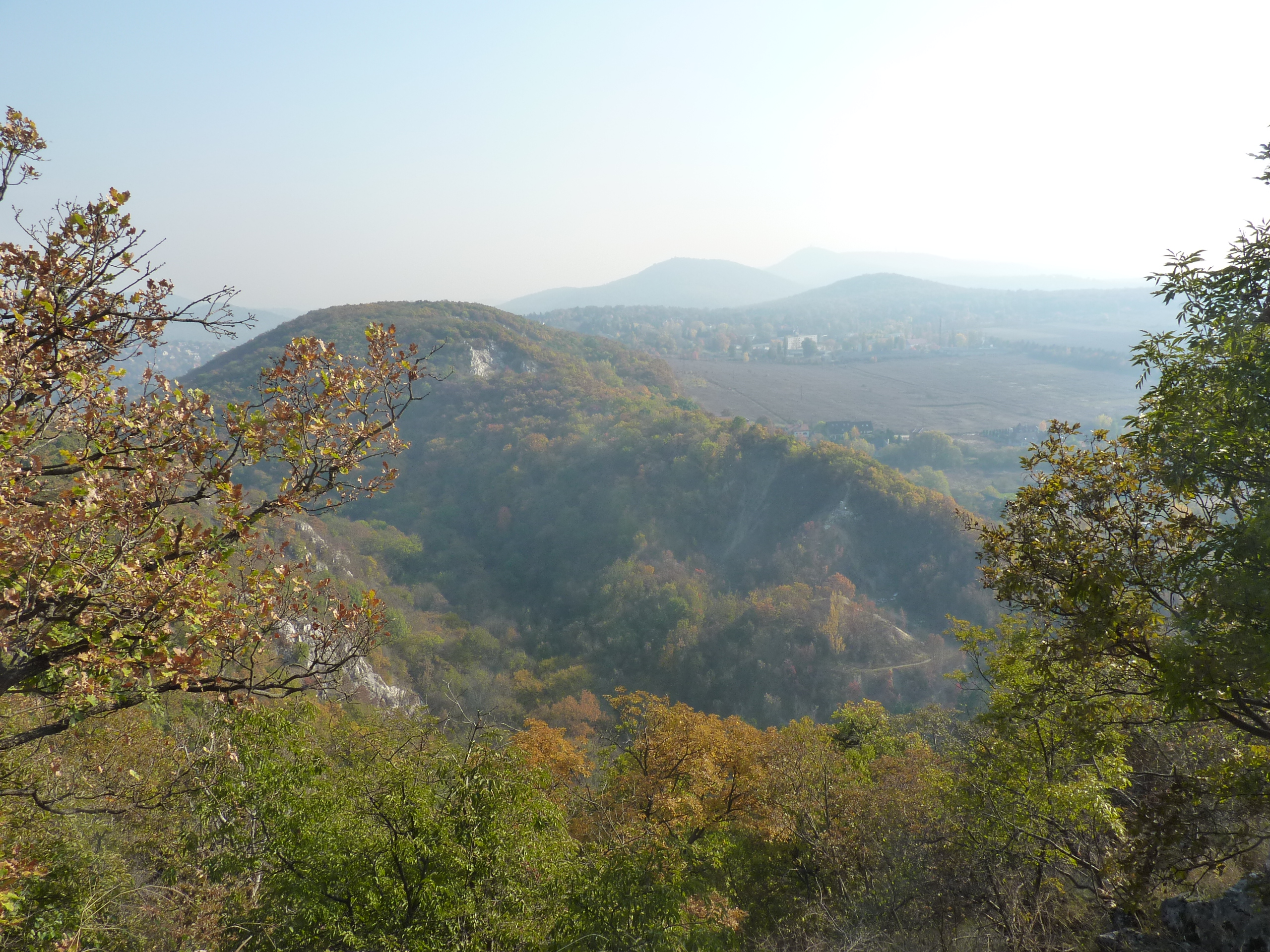
Rálátás a Remete-hegyről a Remete-szurdokra és a Hosszúerdő-hegyre

Megszerkesztették a barlang alaprajz és hosszmetszet térképét, majd átvizsgálták a D-i irányba tartó és kb. 2 m hosszú szűk folyosót, valamint az É-i oldalon található alacsony bejáratú két üreget. Mindkettő továbbvezet, csak tágítani kell a bejáratukat. A barlang ÉK-i oldalán helyezkedik el egy kiálló, kígyófejalakú cseppkőképződmény, amely viszonylag ép. A többi képződmény azonban száraz és porladozik. Ez a barlang, ha el lenne távolítva bejáratából a föld, akkor olyan szép lenne mint a Remete-barlang, bár annál kisebb méretű.
Nehéz megtalálni a barlangot, amelyet K. J. barlangnak vagy 1. sz.-nak nevez Kazay Endre. Legjobb útbaigazító a Remete-barlang és az azzal szemben lévő mészégető kéménye. A hegytetőről lefelé haladva úgy fekszik a Remete-hegyi 7. sz. barlang, hogy attól a Remete-barlang balra, K felé, a mészégető kéményének irányában kb. 20°-ra van. A barlang méreteit bemutatja a mellékelt térkép. Kazay Endre továbbment a barlangtól Ny-ra kb. 12–20 m-re és megtalálta a barlangban élő róka által használt kijáratot. A K. J.-barlangtól nem messze találtak egy nagy üreget, de ebbe nem tudtak bemenni, valamint egy másik barlangot, a 2. sz. barlangot. A tanulmányba bekerült az 1. sz. barlang Kazay Endre által készített alaprajz térképe és hosszmetszet térképe. A publikációban látható a máriaremetei barlangvidék helyszínrajza, amelyen jelölve van a K. J. barlang földrajzi elhelyezkedése. A helyszínrajzot Kazay Endre készítette.
Az 1937-ben napvilágot látott, Jablonkay István által írt kiadványban szó van arról, hogy a Remete-szurdok bal oldali falában, a pataktól 50 m-rel (felső szint) és 10 m-rel (alsó szint) magasabban találhatók forrásbarlangok. A felső szinten lévő Remete-hegyi-kőfülkétől fejletlenebb és csúnyább a többi, felső szinten elhelyezkedő forrásbarlang, amelyek a szurdok teljes hosszában megfigyelhetők. Ha egy barlang erózióbázisa lejjebb száll, akkor azt követi a barlang vízrendszere is. Ez pl. úgy történhet, hogy a víz elhagyja a régi átmenőbarlangot és a régi forrásbarlangot, majd a kőzet vékony repedésein lejjebb ereszkedve új barlangrendszert alakít ki. Ebben az esetben új forrásbarlang nyílik a régi alatt, a lesüllyedt erózióbázis új szintjén. A régi felső bejáratot pedig eltömi az ottmaradt karsztbreccsa. A Remete-szurdok bal oldali falában sorakozó elhagyott forrásbarlangok ennek a folyamatnak szép példái. Ezeknek a barlangoknak az erózióbázisa annak a barlangnak a patakja volt, amelynek beszakadásával kialakult a szurdok. A szurdokbarlang patakjának régi, szakaszjelleg-változás előtti magasságát jelzik a felső szint barlangjai.

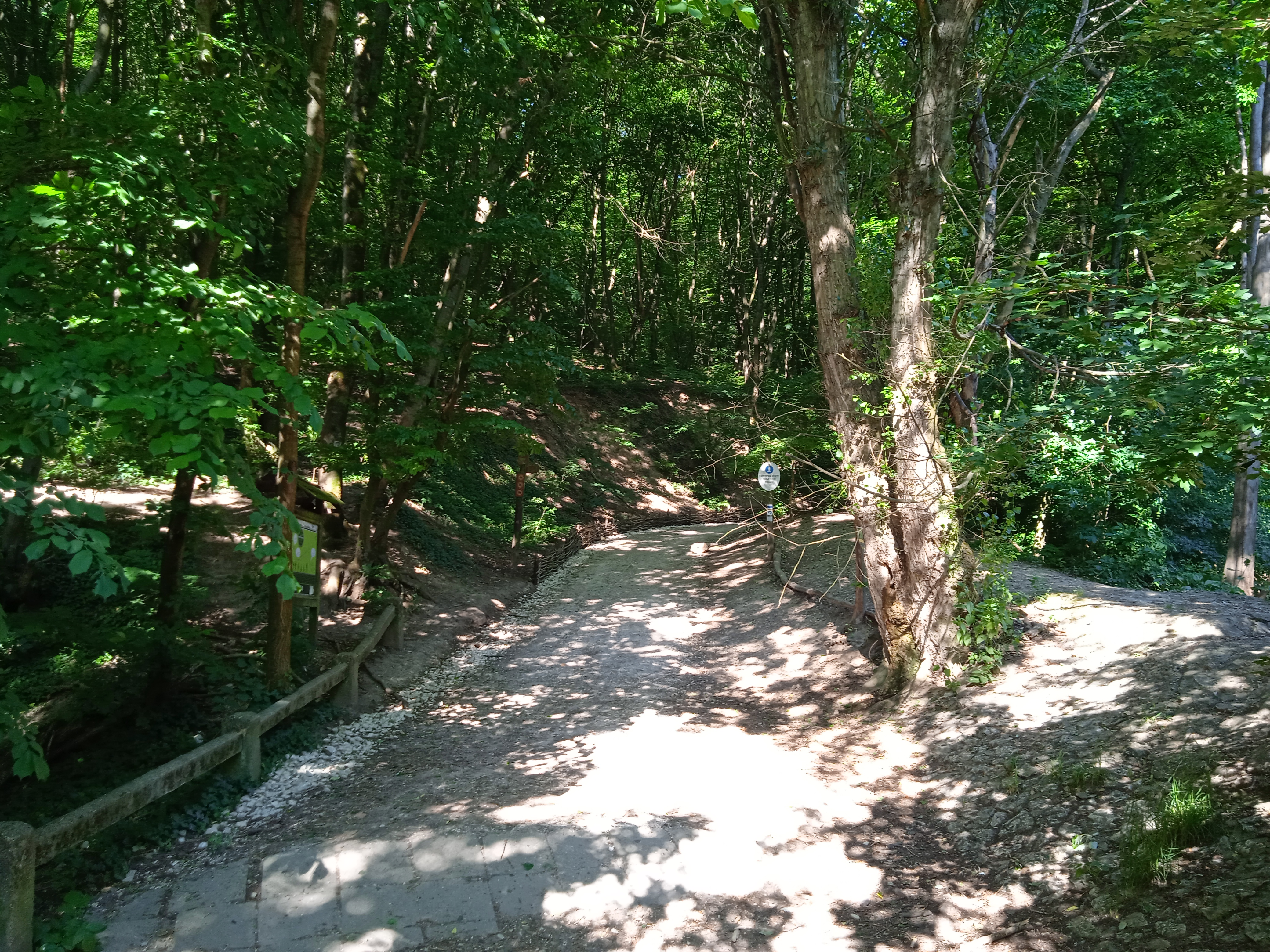
A Remete-szurdokon áthaladó út K-i vége

Az 1942-ben kiadott, Budapest története című könyv Tompa Ferenc által írt fejezetében szó van arról, hogy Rómer Flóris után Nagy Géza is említette, hogy Remetemária sziklaodúiból előkerültek durva cserepek, melyek valószínűleg a csiszolt kőkorszakból származnak. Leél-Őssy Sándor a Magyar Hidrológiai Társaság 1949. március 9-i ülésén tartott egy előadást. Az előadás témája a Hét-lyuk volt. Az előadásban említve volt a Remete-szurdok többi barlangja is. Leél-Őssy Sándor a társaság 1949. november 9-i szakülésén tartott egy előadást, amelyben ismertette a Remete-szurdok barlangjait.
A Hidrológiai Közlöny 1950. évi évfolyamának 3–4. számában megjelent a Leél-Őssy Sándor által 1949. március 9-én tartott előadás szövege. A publikáció címe A remetehegyi Hétlyuk-zsomboly. A tanulmányban szó van arról, hogy a Remete-hegy jelenleg magasan elhelyezkedő, de már száraz, pusztuló forrásbarlangjai a pliocénban és az ópleisztocénban keletkeztek. (Hét-lyuk alatti barlang, Remete-hegyi-kőfülke és még néhány kisebb félbemaradt, illetve felszakadt barlang, valamint forrásüreg.) Ezután a fiatal tektonikus kiemelkedés és az erózióbázis klimatikus eredetű bevágódása miatt lejjebb szállt a Remete-hegy karsztvízszintje is és elkezdtek pusztulni a szárazzá vált barlangok.
Az 1950. évi Hidrológiai Közlöny 11–12. számában publikált, Leél-Őssy Sándor által írt tanulmányból (ez a tanulmány az 1949. november 9-én elhangzott előadás) megtudható, hogy Cholnoky Jenő 1936-ban kiadott könyve szerint a Remete-szurdok egy felszakadt víznyelős barlang. A szurdok oldalában található jelenlegi kis barlangok ennek a felszakadt régi nagy barlangnak a felszakadás miatt lefejezett oldalbarlangjai (barlangi kaptúra). Jablonkay István az 1937-es disszertációjában a szurdok karsztos formáinak kialakulását a Cholnoky Jenő által elképzelt keletkezéssel magyarázza. Láng Sándor 1948-ban megjelent tanulmányában az van írva, hogy a jelenlegi száraz, magasan elhelyezkedő barlangok a fiatal tektonikus kiemelkedésnek és a karsztvízszint lesüllyedésének az eredményei. Leél-Őssy Sándor írása szerint a Remete-hegy oldalában, a máriaremetei szurdok felett a karsztos formákat leginkább barlangok képviselik. Ezek a barlangok kicsik, szárazak és rövidek. Egyetlen kivétellel (Remete-barlang) mind magasan a völgytalp felett vannak, ezért idős, pusztuló barlangok.

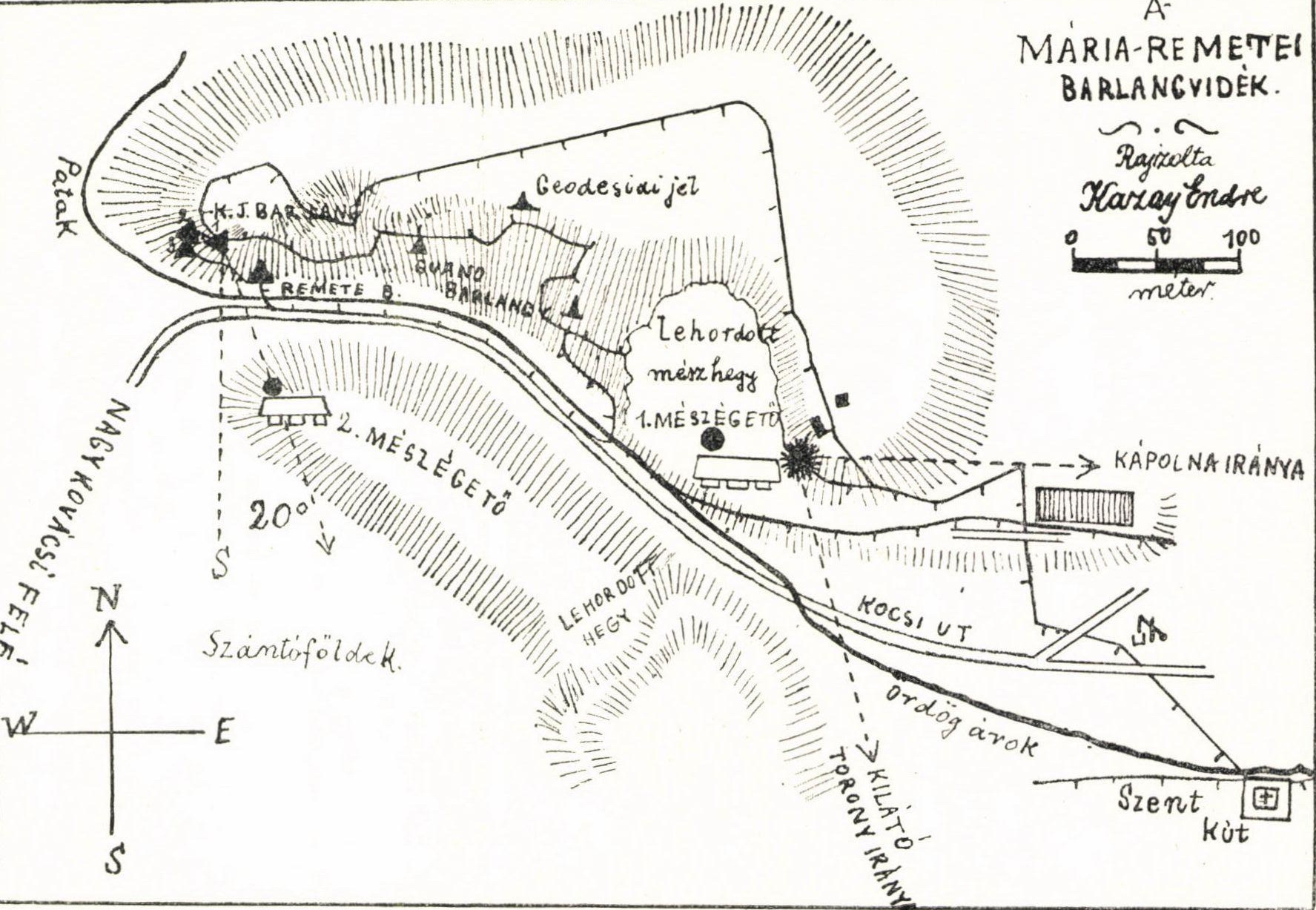
Kazay Endre rajza a Remete-szurdokról. A rajzon K. J. barlang a Remete-hegyi 7. sz. barlang neve

A szurdok középső barlangszintjében (ez a szint a völgytalp felett 70 m-re, 340–350 m tszf. magasságban húzódik), a Remete-hegyi-kőfülke, a Remete-hegyi 14. sz. barlang és a Remete-hegyi 10. sz. barlang mellett van néhány kisebb, száraz és rövid, illetve felszakadt forrásbarlang. Ezekkel azonban felesleges részletesen foglalkozni. Minden bizonnyal fel lehet fedezni még néhány barlangot itt szakszerű kutatással és ásatással. A Remete-hegyen nincsenek víznyelők és bújtatóbarlangok, csak D-i oldalán van néhány forrásbarlang és a Hét-lyuk.
Eddig az volt a tudományos álláspont, de még jelenleg is sokan azt gondolják, hogy a Remete-szurdok barlangi felszakadással alakult ki. Úgy látszott, hogy ezt az elképzelést alátámasztják a szurdok É-i oldalában lévő barlangok is. Ezzel szemben Leél-Őssy Sándor úgy vélte, hogy a völgy regresszió miatt keletkezett áttöréses keresztvölgy (diszkordáns völgy). Ennek a nézetnek legdöntőbb bizonyítéka a szurdok É-i oldalában található rövid, száraz forrásbarlangok hármas szintje. Ezek a barlangok nem lefejezett oldalbarlangok és nem bizonyítják a barlangi felszakadást, ahogy azt Cholnoky Jenő gondolta, hanem ellenkezőleg, a fiatal, tektonikus kiemelkedést tanúsítják. A barlangok magasan elhelyezkedése és szárazsága a kiemelkedést bizonyítják, míg a kiemelkedés módjára utal a hármas szint. A kiemelkedés ugyanis nem egyszerre és egy ütemben történt, hanem több ütemű, szakaszos volt a kiemelkedés. A kiemelkedést nyugalmi időszakok szakították meg.
Az állandó karsztvíz szintje is lejjebb süllyedt minden kiemelkedéskor. Mivel a karsztos forrásbarlangok mindig az állandó karsztvízszint felett jönnek létre, ezért a kiemelkedés miatt fokozatosan süllyedő karsztvízszint egyes nyugalmi helyzeteit jelzik a barlangszintek. Azt mutatja a barlangok rövidsége, hogy nagyon rövid ideig tartottak az egyes nyugalmi időszakok, és az egyes kiemelkedések (geológiai értelemben) nagyon gyorsan végbementek. Mivel napjainkban az állandó karsztvízszint mélyen a szurdok talpa, 260–290 m tszf. magasság alatt, kb. 120–130 m tszf. magasságban húzódik, ezért jelenleg már az összes barlang száraz és pusztul. Minél magasabban találhatók az egyes barlangok, annál idősebbek. A Hét-lyuk anyabarlangja a legidősebb, a Remete-barlang a legfiatalabb. A nagyon meredek lejtők és a rövid barlangok azt a feltételezést támasztják alá, hogy az egész kiemelkedés nagyon fiatal, és legrégibb üteme sem nagyon régen történt.

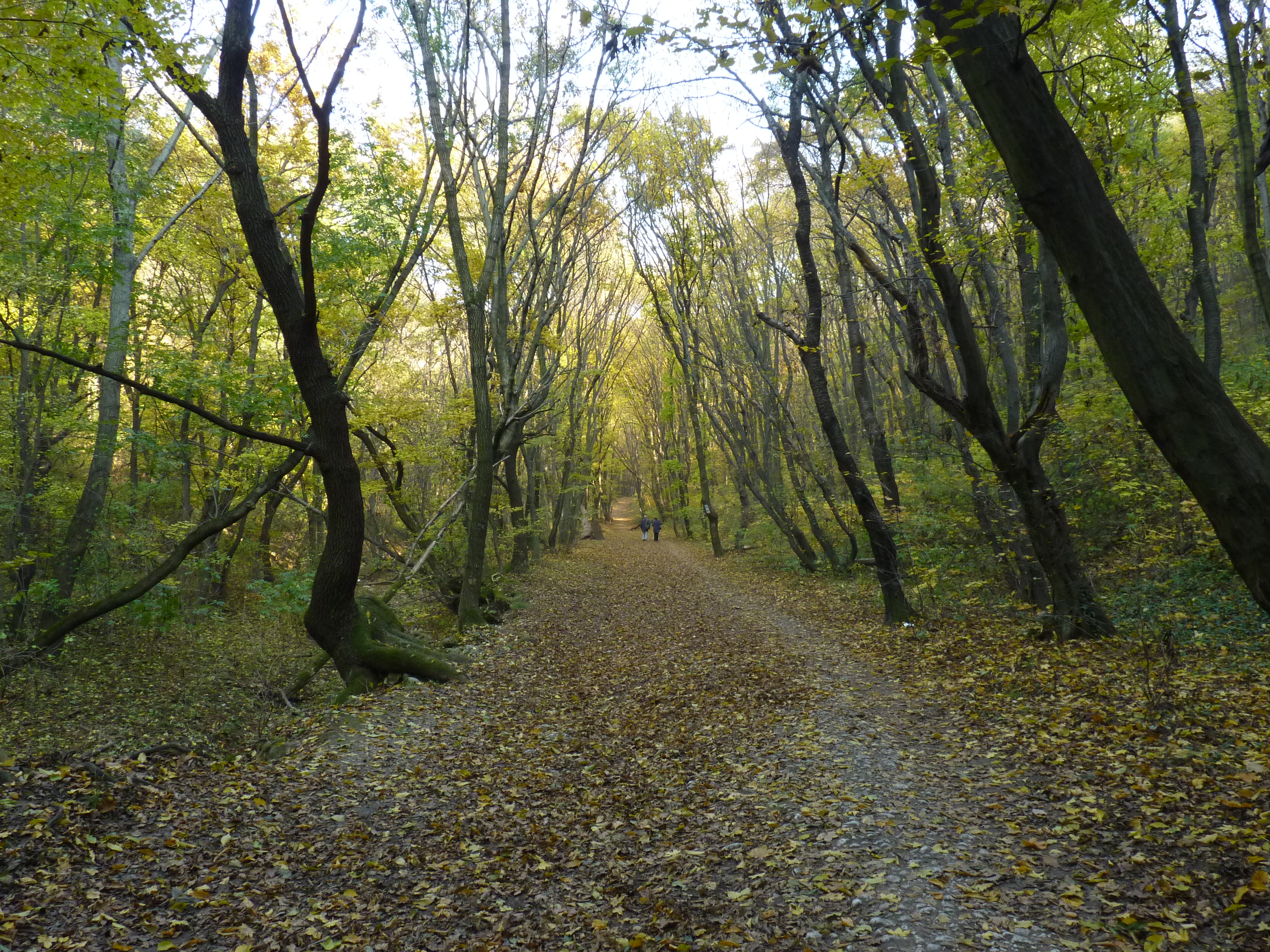
A Remete-szurdok egyik része

A barlangszintek a szurdok teraszai, de ebben az esetben csak tektonikus teraszoknak tekinthetők, amelyek a szakaszos kiemelkedés miatt fokozatosan bevágódó völgyfenék régebbi szintjeit jelzik. A barlangok szárazsága és jelenlegi karsztvízszint feletti magasan fekvése hosszú ideig tartó, idősebb kiemelkedést jelent, de fiatalítja a kiemelkedést a barlangok rövidsége. Ugyanis ha gyors a kiemelkedés, akkor magasra emelheti a barlangokat fiatal kiemelkedés is, amelyek nem tudnak eléggé kifejlődni a gyors karsztvízszint-süllyedés miatt. A kiemelkedés három szakaszát jelzi a három barlangszint.
Az 1957. évi Földrajzi Értesítőben megjelent, Leél-Őssy Sándor által írt tanulmányban szó van arról, hogy a Budai-hegységben csak kis méretű karsztos barlangok vannak. Ezek is csak egy helyen: a pesthidegkúti Remete-hegyen, a Máriaremetei-szurdokvölgy oldalában (a nagyon kis méretűektől eltekintve). Az 1957-ben napvilágot látott, Budai-hegyek útikalauz című könyvben meg van említve, hogy a Remete-hegy oldalában több kisebb-nagyobb barlang van. Az 1962-ben kiadott, A barlangok világa című könyv szerint kicsi, de tudományos szempontból jelentős barlangok vannak a Remete-hegy–Zsíros-hegy fennsíkjának DK-i peremén, ahol bevágódott a dachsteini mészkőbe a Máriaremetei-szoros. A Remete-hegyi-kőfülke, a Remete-barlang és a hegyoldalban nyíló többi kisebb üreg valószínűleg egykori forrásbarlangok voltak és lehet, hogy hidrológiai rendszerükhöz kapcsolódott a Hét-lyukból induló vízszintes barlang is.
Az 1966-ban megjelent, Budai-hegység útikalauz című kiadvány szerint a Remete-szurdok régen valószínűleg hatalmas barlang volt. Az egykori ősbarlang maradványai, oldalágai jelenleg is láthatók a Remete-hegy sziklás oldalában. A Remete-hegy oldalában nyíló barlangoknak nagy a tudományos értéke. A barlangok három szintmagasságban helyezkednek el és régi forrásbarlang mindegyik. Ezek az emeletek a Remete-hegy kiemelkedésével egyszerre egyre mélyebbre ereszkedő karsztvíz régi szintjét jelzik. A barlangok dachsteini mészkőben vannak és főleg tektonikus hasadékok mentén keletkeztek. A Remete-szurdok mindegyik barlangja nagyon pusztul és eltömődik. A völgy É-i oldalában öt barlang van (a Hét-lyuk, a Remete-hegyi-kőfülke, a Remete-barlang, a Remete-hegyi 10. sz. barlang és a Remete-hegyi 14. sz. barlang).
Az FTSK Barlangkutató Csoport tagja, Szunyogh Gábor 1970-ben felmérte a Remete-hegyi 7. sz. barlangot. A felmérés adatainak felhasználásával meg lett rajzolva a barlang alaprajz térképe, hosszmetszet térképe és 5 keresztmetszet térképe. A térképlapon jelölve van az É-i irány. Az alaprajz térképen megfigyelhető az 5 keresztmetszet, a hosszmetszet térképen pedig 4 keresztmetszet (az E–E1 keresztmetszet nem) elhelyezkedése a barlangban.

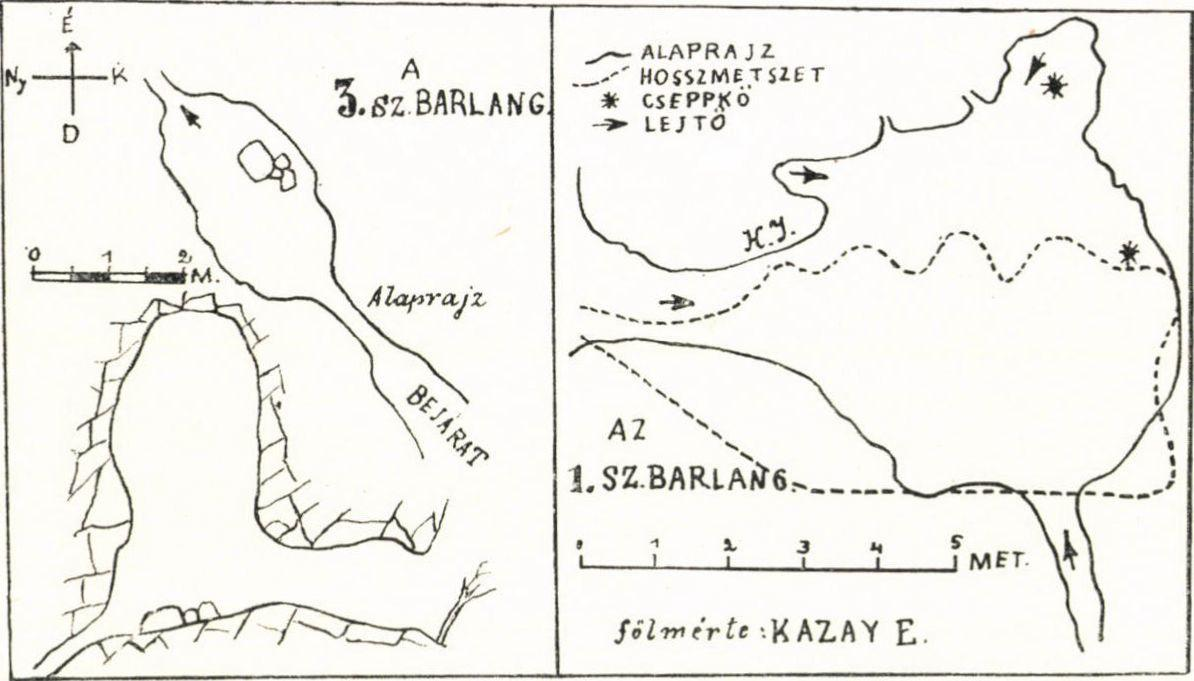
A Remete-hegyi 3. sz. barlang (3. sz. barlang) és a Remete-hegyi 7. sz. barlang (1. sz. barlang) Kazay Endre által készített és 1915-ben publikált térképei

A Karszt és Barlang 1971. évi évfolyamában kiadott beszámolóban, amely a Remete-szurdoknak és barlangjainak 1970. évi térképezését ismerteti, az olvasható, hogy az Ördög-árok patakja, mielőtt Budapestre belépne, meredek sziklafalak között, a festői szépségű Szurdok-völgyön tör át. Ezek a sziklafalak sok üreget, barlangot rejtenek magukban. Közülük a Remete-barlang, a Hét-lyuk és két kisebb üreg az 1970. évi felmérés előtt fel lett mérve és vázlatos rajzaik publikálva lettek. A Ferencvárosi Természetbarát Sportkör barlangkutató szakosztálya 1970. július 12. és 19. között tartott egy térképezőtábort azért, hogy a völgy összes üregét felmérje, illetve pontosan meg legyen határozva a barlangok egymáshoz viszonyított földrajzi elhelyezkedése. A szakosztály tagjai, a tábor utáni ellenőrzőmérésekkor és felszíni mérésekkor, a nagyobb barlangokon kívül még négy kis barlangot mértek fel a teljesség kedvéért. A Szurdok-völgyben 12 ismert és felmért, barlangnak tekinthető természetes üreg van. A völgy bal oldalában nyílik mindegyik.
Ny-ról K-i irányba számozva a Remete-szurdokban lévő barlangokat, sziklabordák szerint a 2. számú sziklabordában, az ugyanebben a sziklabordában található Remete-völgyi Felső-barlangtól kb. 30 m-rel magasabban, törmeléklejtő felett nyílik a 7. számú barlang, a Kazay Endre által végzett felmérés 1. számú K.J jelzésű barlangja. A Remete-hegyi 2. sz. barlang, a Remete-hegyi 3. sz. barlang és a Remete-hegyi 4. sz. barlang szintjében van a Remete-hegyi 7. sz. barlang. A kis barlang 18 m hosszú és 42 m² alapterületű. A kissé szűk, lejtős bejárati folyosó után 5 m átmérőjű félgömbfülke, kupola következik. Oldásnyomok vannak mindenhol a falakon és a mennyezeten. A terem alját kőtörmelék és agyag fedi. Balra egy lapos és kb. 6 m hosszú kúszójárat kezdődik. Valószínűleg róka tanyázik benne, mert sok csont található az alján. A tanulmányban látható a máriaremetei Remete-szurdok térképvázlata, amelyet az FTSK Barlangkutató Csoport 1970-ben rajzolt. Jelölve van a Remete-hegyi 7. sz. barlang földrajzi elhelyezkedése ezen a helyszínrajzon, amelyen 7. számú barlang a neve. A publikációba bekerültek a barlang 1970-ben készült térképei.

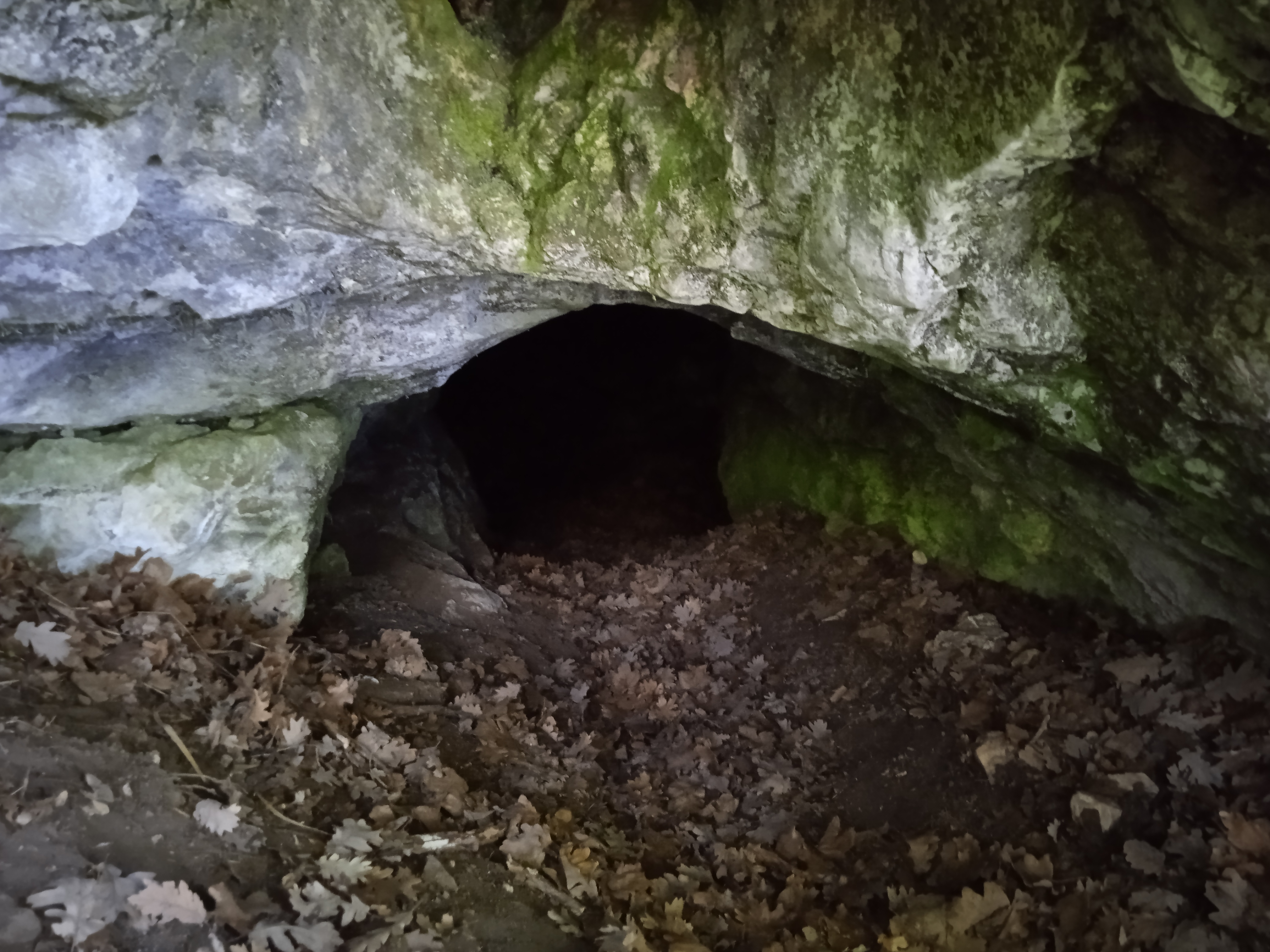
A Remete-hegyi 7. sz. barlang bejárata

Az 1976-ban befejezett, Bertalan Károly által írt kéziratban az olvasható, hogy a Remetehegyi 7. sz. barlang további nevei Máriaremetei 1. sz. barlang és K.J. barlang (Kazay 1915). A barlang a Budai-hegyekben, Nagykovácsin, a Remete-hegy 2. sziklabordájában lévő törmeléklejtő felett, 340 m tengerszint feletti magasságban található. Embermagasságú sziklafal tövében van a barlang bejárata. A 18 m hosszú, 4 m mély és 5 m magas barlang 42 m² alapterületű. Egy szűk, lejtős folyosóból és 5 m-es gömbfülkéből áll. A kézirat barlangot ismertető része 2 publikáció alapján lett írva.
Az 1977. évi MKBT Beszámolóban az van írva, hogy a Pilis hegységben lévő Remete 7. sz. - barlangban Schindler László gyűjtött Aves sp. indet. (madár), Lepus europaeus (mezei nyúl) és Vulpes vulpes (róka) csontokat, amelyek 1977-ben a Magyar Állami Földtani Intézet gyűjteményébe kerültek.
Az 1982-ben megjelent, Budai-hegység útikalauz című kiadványban az van írva, hogy a Remete-hegy oldalában nyíló barlangok nagy tudományos értéket képviselnek. A Remete-szurdokban, de főleg annak É-i oldalában, a Remete-hegy dachsteini mészkövének tektonikus hasadékai mentén sok barlangot hozott létre a hegy fokozatos kiemelkedésével együtt egyre mélyebbre leszálló karsztvíz. Ezek a jelenleg már kivétel nélkül pusztuló, szenilis és eltömődő barlangok a hegyoldalban különböző szintmagasságokban találhatók. A völgytalphoz közel lévők a fiatalabbak, a magasabban húzódók az idősebbek. Ezek a barlangok ugyanis a hegy kiemelkedésével egyre alacsonyabbra szálló karsztvíz akkori szintjét jelzik, amikor keletkeztek az egyes barlangok. 20-nál több barlang van a Remete-szurdokban. A Budai-hegység barlangjainak földrajzi elhelyezkedését szemléltető helyszínrajzon látható a Remete-szurdok barlangjainak földrajzi elhelyezkedése. A Remete-hegy Remete-szurdok felőli oldala meredek, sziklás és sok barlang található benne. A Remete-barlang felett lévő sziklafalban húsznál több kisebb-nagyobb üreg van.
Az 1984-ben napvilágot látott, Magyarország barlangjai című könyv országos barlanglistájában szerepel a Budai-hegységben lévő barlang (Remete-hegyi 7. sz. barlang, Máriaremetei 1. sz. barlang, K. I. barlang). A listához kapcsolódóan látható a Dunazug-hegység barlangjainak földrajzi elhelyezkedését bemutató, 1:500 000-es méretarányú térképen a barlang földrajzi elhelyezkedése.
A Magyarország Régészeti Topográfiája sorozat 1986-ban megjelent, A budai és szentendrei járás című kötetében, a 12/6. sz. lelőhely (remete-hegyi Alsó- és Felső-barlang) ismertetésében szó van arról, hogy az Ördög-árok szurdokvölgyének É-i oldalán emelkedő Remete-hegy D-i meredek, néhány helyen sziklás lejtőjén van néhány kis barlang. Régészeti leletek ezek közül az Alsó-barlangból, a Felső-barlangból és a Remete-hegyi Zsombolyból  kerültek elő. Ezek gyakran budapesti barlangokként vannak bemutatva az irodalomban a főváros közelsége miatt. 1877-ben Lóczy Lajos ajándékozott a Magyar Nemzeti Múzeumnak 3 cserepet és állatcsontokat, amelyeket a budai Remetemária közelében elhelyezkedő sziklaodúban talált (MNM 168/1877. 1–4.).

## További irodalom
- Cholnoky Jenő: Magyarország földrajza. (Föld és élete 6.) 1936.
- Láng Sándor: Karszttanulmányok a Dunántúli Középhegységben. Hidrológiai Közlöny, 1948. (28. köt.) 1–4. füz.